# Le Rôdeur (film)
Pour plus de détails, voir Fiche technique et Distribution.
Le Rôdeur (titre original : The Prowler) est un film américain réalisé par Joseph Losey, sorti en 1951.

## Synopsis
Un soir, Webb Garwood et Bud Crocker, deux policiers, viennent chez Susan Gilvray qui a signalé un rôdeur autour de chez elle, alors qu'elle se trouve seule (à cette heure-là, son mari, John, anime une émission radiophonique). Après avoir inspecté les lieux, et l'intrus paraissant avoir disparu, les deux hommes repartent. Le lendemain soir, Webb se présente seul, prétextant une enquête de routine. En discutant, Susan et lui réalisent qu'ils sont originaires de la même région et qu'ils ont des souvenirs de jeunesse en commun. Ils s'éprennent l'un de l'autre... 

## Fiche technique
- Titre : Le Rôdeur
- Titre original : The Prowler
- Réalisateur : Joseph Losey
- Assistant réalisateur : Robert Aldrich
- Scénario : Dalton Trumbo (non crédité) et Hugo Butler, d'après une histoire de Robert Thoeren et Hans Wilhelm
- Directeur de la photographie : Arthur C. Miller (crédité Arthur Miller)
- Musique : Lyn Murray
- Directeur artistique : Boris Leven
- Décors de plateau : Jacques Mapes
- Costumes : Maria P. Donovan (créditée Maria Donovan)
- Montage : Paul Weatherwax
- Producteur : Sam Spiegel (crédité S. P. Eagle), pour Horizon Pictures
- Format : noir et blanc
- Genre : Drame / Film noir
- Durée : 92 minutes
- Dates de sortie : 
  - États-Unis : 25 mai 1951
  - France : 11 janvier 1952

## Distribution
- Van Heflin : Webb Garwood
- Evelyn Keyes : Susan Gilvray
- John Maxwell : Bud Crocker
- Katharine Warren : Grace Crocker
- Emerson Treacy : William Gilvray, frère de John
- Madge Blake : Martha Gilvray
- Wheaton Chambers : le docteur James
- Robert Osterloh : le coroner
- Sherry Hall : John Gilvray
- Louise Lorimer : la patronne du motel

Acteurs non crédités
- Herbert Anderson : un journaliste
- George Nader : un photographe
- Dalton Trumbo : la voix de John Gilvray à la radio